# تشيو تشون كيت
تشيو تشون كيت (بالصينية: 趙俊傑) هو مدرب كرة قدم ولاعب كرة قدم صيني في مركز الدفاع، ولد في 4 أكتوبر 1983 في هونغ كونغ في الصين. شارك مع منتخب هونغ كونغ لكرة القدم. أما مع النوادي، فقد لعب مع نادي جنوب الصين ونادي سيتيزن.

## وصلات خارجية
- تشيو تشون كيت على موقع قاعدة بيانات كرة القدم.إي يو (الإنجليزية)
- تشيو تشون كيت على موقع Soccerway.com (الإنجليزية)